# Los Angeles Sparks 2011
La stagione 2011 delle Los Angeles Sparks fu la 15ª nella WNBA per la franchigia.
Le Los Angeles Sparks arrivarono quinte nella Western Conference con un record di 15-19, non qualificandosi per i play-off.

## Roster
| N° | Naz.                   | Ruolo | Sportivo         | Anno | Alt. | Peso |
| -- | ---------------------- | ----- | ---------------- | ---- | ---- | ---- |
| 1  | Stati Uniti (bandiera) | G     | Natasha Lacy     | 1985 | 178  | 75   |
| 3  | Stati Uniti (bandiera) | AC    | Candace Parker   | 1986 | 193  | 79   |
| 6  | Australia (bandiera)   | G     | Jenna O'Hea      | 1987 | 185  | 79   |
| 7  | Stati Uniti (bandiera) | G     | Kristi Toliver   | 1987 | 170  | 59   |
| 8  | Stati Uniti (bandiera) | C     | DeLisha Milton   | 1974 | 185  | 75   |
| 16 | Stati Uniti (bandiera) | A     | Ebony Hoffman    | 1982 | 188  | 98   |
| 21 | Portogallo (bandiera)  | G     | Ticha Penicheiro | 1974 | 180  | 66   |
| 30 | Stati Uniti (bandiera) | A     | LaToya Pringle   | 1986 | 191  | 73   |
| 32 | Stati Uniti (bandiera) | A     | Tina Thompson    | 1975 | 188  | 81   |
| 42 | Stati Uniti (bandiera) | C     | Jantel Lavender  | 1988 | 193  | 84   |
| 45 | Stati Uniti (bandiera) | G     | Noelle Quinn     | 1985 | 183  | 79   |

## Staff tecnico
- Allenatori: Jennifer Gillom (4-6), Joe Bryant (11-13)
- Vice-allenatori: Joe Bryant, Sandy Brondello
- Preparatore atletico: Courtney Watson
- Preparatore fisico: Bruce Deziel